# Greatest Hits (Billy Idol-album)
A Greatest Hits a brit rockénekes, Billy Idol második nagy válogatáslemeze, amely 2001. március 27-én jelent meg, a Chrysalis Records csődje után a Capitol Records kiadásában. A korábbi kislemez-slágerek mellett két újabb szerzemény is helyet kapott az albumon: a Rebel Yell akusztikus verziója már megjelent korábban az 1994-es Speed-kislemezen, a "Don't You (Forget About Me)" viszont teljesen új szám volt. A felvételek a régi partnerekkel, Steve Stevens gitárossal és a producer Keith Forsey-val zajlottak. Forsey ezt a dalt már 1985-ben is Idolnak szánta, azonban ő akkor nem akarta felénekelni, helyette a Simple Minds vitte sikerre.

## Az album dalai
| 1.    | Dancing with Myself            | 4:50 |
| 2.    | Mony Mony                      | 5:01 |
| 3.    | Hot in the City                | 3:33 |
| 4.    | White Wedding                  | 4:12 |
| 5.    | Rebel Yell                     | 4:46 |
| 6.    | Eyes Without a Face            | 4:57 |
| 7.    | Flesh for Fantasy              | 4:37 |
| 8.    | Catch My Fall                  | 3:41 |
| 9.    | To Be a Lover                  | 3:52 |
| 10.   | Don't Need A Gun               | 5:23 |
| 11.   | Sweet Sixteen                  | 4:14 |
| 12.   | Cradle of Love                 | 4:38 |
| 13.   | L.A. Woman                     | 4:03 |
| 14.   | Shock to the System            | 3:36 |
| 15.   | Rebel Yell (Live and Acoustic) | 5:36 |
| 16.   | Don't You (Forget About Me)    | 4:52 |
| 71:38 |                                |      |

## Helyezések
| Listák (2001)                                 | Legjobb helyezés |
| --------------------------------------------- | ---------------- |
| Ausztria (Ö3 Austria Top 40)                  | 43               |
| Dánia (Hitlisten Album Top 40)                | 16               |
| Finnország (Musiikkituottajat Albumit Top 50) | 2                |
| Németország (Media Control Top 100 Album)     | 12               |
| Új-Zéland (Recorded Music NZ Top 40 Albums)   | 3                |
| Norvégia (VG-lista Album Top 40)              | 4                |
| Svédország (Sverigetopplistan Top 60 Albums)  | 12               |
| Svájc (Schweizer Hitparade Top 100 Albums)    | 30               |
| USA Billboard 200                             | 74               |